# یوزف یلینک (بازیکن فوتبال، زاده ۱۹۴۱)
یوزف یلینک (چکی: Josef Jelínek؛ ۹ ژانویهٔ ۱۹۴۱ – ۲۹ نوامبر ۲۰۲۴) بازیکن فوتبال اهل جمهوری چک بود.
از باشگاه‌هایی که وی در آنها بازی کرده‌است، می‌توان به دوکلا پراگ، باشگاه فوتبال بوهمیانس ۱۹۰۵ و باشگاه فوتبال گو اهد ایگلز اشاره کرد.
وی همچنین در تیم ملی فوتبال چکسلواکی بازی کرده‌است.
یلینک در ۲۹ نوامبر ۲۰۲۴، در سن ۸۳ سالگی درگذشت.